# نقطة دي لونغشام

نقطة دي لونغشام L للمثلث ABC

في الهندسة الرياضية، نقطة دي لونغشام (بالإنجليزية: de Longchamps point)‏ لمثلث هي انعكاس مركز ثقل المثلث حول المركز المحيطي.
تكون هذه النقطة على استقامة واحدة مع مركز ثقل المثلث والمركز المحيطي.